# Karacaağaç, Milas
Karacaağaç là một xã thuộc huyện Milas, tỉnh Muğla, Thổ Nhĩ Kỳ. Dân số thời điểm năm 2011 là 115 người.